# Andrew Masterson
Pour les articles homonymes, voir Masterson.
Andrew Masterson, né en 1961, est un écrivain australien, auteur de roman policier et de roman d'horreur.

## Œuvre

### Romans

#### SérieJoe Panther
- The Last Days: The Apocryphon of Joe Panther (1998)
- The Second Coming: The Passion of Joe Panther (2000)

### Autres romans
- The Letter Girl (1999)
- Death of the Author (2001)

### Autres ouvrages
- Pop, Print & Publicity (1997)
- Bosstrology: A Guide to the Twelve Bastard Bosses of the Zodiac (1997)(coécrit avec Adele Lang)
- Rocking in the Real World: An Introduction to the Music Industry in Australia (1998) (coécrit avec Sue Gillard)
- Alcorobics: Fitness and Harmony Through Drinking (2003)

## Prix et distinctions

### Prix
- Prix Ned Kelly 1999 du meilleur premier roman pour The Last Days: The Apocryphon of Joe Panther[1]
- Prix Ned Kelly 2001 du meilleur roman pour The Second Coming: The Passion of Joe Panther[1]

### Nominations
- Prix Aurealis 2000 du meilleur roman pour The Letter Girl[2]
- Prix Ned Kelly 2002 du meilleur roman pour Death of the Author[1]